# Eurovisiesongfestival 2003
Het Eurovisiesongfestival 2003 was het 48ste Eurovisiesongfestival. Het werd op 24 mei 2003 gehouden in Letland en gepresenteerd door Marie N (Marija Naumova) en Renārs Kaupers.
26 landen deden mee aan dit songfestival, destijds een record. Het was (voorlopig) de laatste editie die bestond uit één avond; sinds 2004 werden de halve finales ingevoerd.

## Geschiedenis
Voorafgaand aan het Eurovisiesongfestival was er vooral veel publiciteit rond de deelneemsters van Rusland, t.A.T.u., die in Europa al zeer bekend en populair waren, niet in de minste plaats vanwege het shockeffect dat ze probeerden te bereiken met hun voorgewende biseksualiteit. In de week in de aanloop naar het songfestival, repeteerde Lena Katina vaak alleen, omdat wederhelft Yulia Volkova al weken problemen met haar stembanden had. Op de avond zelf werd rekening gehouden met zelfs een vervangster van Yulia. Voordat ze begonnen met zingen, werden ze op luid boegeroep uit de zaal getrakteerd, mogelijk vanwege hun provocerende gedrag eerder die week. Ze hadden duidelijk moeite het lied zuiver te zingen. Onder druk van de EBU, die had gedreigd met diskwalificatie en met het uitzenden van repetitieopnames tijdens hun optreden, liet t.A.T.u. de kus volledig achterwege, die de dames van tevoren hadden aangekondigd te zullen tonen.
Een opmerkelijke deelnemer dit jaar was de Oostenrijker Alf Poier in een duidelijke poging het songfestival tot een lachertje te maken met zijn bordkartonnen muzikanten (vaak zijn wel muzikanten op het podium aanwezig maar spelen ze niet live), en een huppeldeuntje dat ging over hazen met korte neusjes en Vrouw Holle die haar kleding het liefst van wol breit die afkomstig is van Afrikaanse dromedarissen. Blijkbaar sloeg dit lied erg aan bij de kijkers, gezien de zesde plaats.
Een van de favorieten was Turkije, dat de in eigen land immens populaire Sertab Erener stuurde. Geheel tegen de Turkse Eurovisietraditie in dat de bijdrage altijd in het Turks zou moeten zijn, deelde zij de Turkse omroep mee dat zij alleen mee zou doen aan het songfestival als zij een nummer geheel in het Engels mocht zingen. Uiteindelijk mocht ze gaan en kwam met een nummer in de stijl van de "Turkpop". Op het podium werd Sertab omgeven door danseressen die samen met haar een buikdans uitvoerden.
Opnieuw zou het realityprogramma Operación Triunfo voor de Spaanse inzending zorgen. Dit jaar was Beth met haar opzwepende nummer Dime (Tell me) in sommige polls de topfavoriet, naast t.A.T.u. Beth trad net na de Russinnen op. Ondanks de soms indrukwekkende en soepele choreografie, kon Beth op momenten maar met moeite haar stem in bedwang houden. Het zou erom spannen of zij haar favorietenrol waar zou kunnen maken.
De Belgische inzending Urban Trad bracht een lied dat qua stijl vooral tussen folk en new age gerekend moet worden. De band speelde live, het lied Sanomi werd in een niet-bestaande taal gezongen. De deelname van België verliep niet geheel vlekkeloos. Nadat de RTBF het lied gekozen had, gingen er geruchten dat zangeres Soetkin Collier extreemrechtse sympathieën zou hebben. Daarop besloot men dat zij vervangen moest worden.
Andere opvallende bijdragen waren onder andere Estlands Ruffus die zich helemaal niets aantrok van de Eurovisietradities en een britpop-nummer uitvoerde met een tekst over de typische jaren-80-stijl. De debutant Oekraïne zond Oleksandr Ponomarjov om 's lands eer hoog te houden met een nummer dat geschreven werd door de Israëlische Zvika Pik die ook Diva, het winnende nummer uit 1998, van Dana International had geschreven. Het dieptepunt van de avond was ongetwijfeld de Britse act, Jemini. Het kreeg geen enkel punt, wat in eigen land nogal voor wat consternatie zorgde. Sommigen, onder aanvoering van commentator Terry Wogan, geloofden dat dit in verband stond met het Britse besluit om de Verenigde Staten te steunen in de oorlog in Irak. Op de website van de BBC kwam echter naar voren dat in elk geval de fans van het songfestival het lied slecht vonden en het puntenaantal verdiend vanwege de slechte zangprestaties.
Voor Nederland trad Esther Hart aan. Na een nieuwe selectieprocedure in Nederland (meerdere voorrondes en een grootste finale in de AHOY) was Esther Hart duidelijk de favoriet van het Nederlandse publiek. Overigens had zij ook in het Verenigd Koninkrijk een lied ingestuurd maar trok dat terug na haar Nederlandse overwinning.

## Aantal deelnemers
In totaal deden er aan dit Eurovisiesongfestival 26 landen mee. Vanaf het Eurovisiesongfestival 2004 waren dit er nog meer, door de intrede van een halve finale, waardoor in principe alle landen die wilden, konden meedoen.

## Puntentelling
Voor de puntentelling werd weer een videopresentatie gebruikt. Het oproepen van de landen ging via beeldverbinding. Het oproepen van de landen ging op volgorde van deelname via beeldverbinding. Het geven van de punten gebeurde volgorde van laag naar hoog. Een van de presentatoren herhaalde het land en de punten in de taal (Frans of Engels) waarin ze gegeven werden en daarna herhaalde de andere presentator beide gegevens in de andere taal.
De gegeven punten werden zichtbaar gemaakt door deze achter de landnaam te plaatsen, vóór de totaalscore van het land. Nieuw dit jaar was dat de volgorde van de landen op beeld veranderde naarmate de puntentelling vorderde: steeds stonden de landen op volgorde van punten, waarbij de landen zonder punten op volgorde van oproepen bleven staan.
Tussen de jury's door werd de top vijf op het scherm getoond, vergezeld van beelden uit de green room.
Tijdens de puntentelling leek het er in het begin even op dat de simpele ballade uit Noorwegen de gevaarlijke outsider ging worden, maar die rol werd snel overgenomen door België. Bijna niemand hield er rekening mee dat juist deze bijdrage lange tijd de ranglijst zou aanvoeren. Al snel zou het echter gaan tussen Turkije, Rusland en België, waarbij Turkije en België elkaar steeds afwisselden aan de koppositie. Rusland kon slechts af en toe ruiken aan de eerste plaats, maar bleef steeds steken op een tweede plaats. Het viel op dat Griekenland, dat normaal geen punten aan Turkije geeft, er nu 7 overhad voor de Turkse inzending. Ook Cyprus had punten over voor Turkije, zelfs 8.
Voordat Zweden, het een-na-laatste land dat punten mocht vergeven, aan de beurt was, lag België met 162 punten ruim voor op Rusland (150 punten) en Turkije (149 punten). Maar de Zweedse Kattis, die nog presentatrice was van de 2000 editie in Stockholm, gaf punt na punt aan landen, behalve België. Rusland kreeg 2 punten uit Zweden en Turkije 8, waardoor België weliswaar nog steeds voorstond (162 punten), maar Turkije was plotseling heel dichtbij gekomen met 157 punten. De laatste punten kwamen uit Slovenië, terwijl de spanning werkelijk om te snijden was. België werd als derde genoemd (3 punten dus) en kwam uit op 165 punten, waarop iedereen wachtte op het moment dat Turkije genoemd zou worden en met hoeveel punten. Dat werden er 10, zodat met luid gejubel in de zaal Sertab Erener als winnares uitgeroepen werd. Uiteindelijk zou het puntenverschil tussen de nummers 1, 2 en 3 minimaal zijn, zoals in de puntentabel te zien is: slechts drie punten tussen de nummers 1 en 3.

## Oude bekenden
Voor de vierde keer in de geschiedenis deed geen enkele deelnemer voor de tweede keer mee. In 1970, 1989 en 2001 stond een van de artiesten wel een jaar eerder als achtergrondzanger op het songfestival, nu was die eer weggelegd voor Karmen Stavec, al was het niet één jaar maar 5 jaar toen ze in 1998 achtergrondzangeres was voor Vili Resnik.
In Oostenrijk werd Petra Frey (ESF '94) 2de. Paul Giordimaina werd 9de in de Maltese selectie. Amila Glamočak (ESF '96) was 4de in Bosnië. Emilia Kokic van de Joegoslavische winnaar Riva strandde dit jaar in de Kroatische halve finale, in de finale werd Maja Blagdan (ESF '96) laatste. Ich Troje werd 6de in Duitsland, maar niet getreurd want ze wonnen de Poolse finale dit jaar. Ingrid Simons was vorig jaar nog een Lady van Sergio, maar deed nu met de groep Ebonique mee in Nederland, twee jaar geleden eindigde die groep nog 2de in de preselectie. In Noorwegen probeerden Kikki, Bettan & Lotta het na vorig jaar gefaald te hebben in Zweden, ook hier lukte het hen niet. Koit Toome (ESF '98) werd 2de in Estland. Mălina Olinescu (ESF '98) strandde in de Roemeense halve finale. In Zweden weer bekend volk met Nanne Grönvall (ESF '96), Sahlene en Maarja vertegenwoordigden Estland al eens, zij strandden alle drie in de halve finale. In de Zweedse finale werd Jan Johansen (ESF '95) 2de aan de zijde van Pernilla Wahlgren, Jill Johnson (4de) en Afro-Dite die er vorig jaar nog bij waren 7de. In Slovenië werd Nusa Derenda (ESF '01) 2de.

## Uitslag
| Plaats | Land                  | Taal                     | Artiest              | Lied                              | Punten |
| ------ | --------------------- | ------------------------ | -------------------- | --------------------------------- | ------ |
| 1      | Turkije               | Engels                   | Sertab Erener        | Everyway that I can               | 167    |
| 2      | België                | Verzonnen                | Urban Trad           | Sanomi                            | 165    |
| 3      | Rusland               | Russisch                 | t.A.T.u.             | Nje vjer, nje bojsa               | 164    |
| 4      | Noorwegen             | Engels                   | Jostein Hasselgård   | I'm not afraid to move on         | 123    |
| 5      | Zweden                | Engels                   | Fame                 | Give me your love                 | 107    |
| 6      | Oostenrijk            | Stiermarks               | Alf Poier            | Weil der Mensch zählt             | 101    |
| 7      | Polen                 | Duits, Pools en Russisch | Ich Troje            | Keine Grenzen, żadnych granic     | 90     |
| 8      | IJsland               | Engels                   | Birgitta Haukdal     | Open your heart                   | 81     |
| 8      | Spanje                | Spaans                   | Beth                 | Dime                              | 81     |
| 10     | Roemenië              | Engels                   | Nicola               | Don't break my heart              | 73     |
| 11     | Duitsland             | Engels                   | Lou                  | Let's get happy                   | 53     |
| 11     | Ierland               | Engels                   | Mickey Harte         | We've got the world               | 53     |
| 13     | Nederland             | Engels                   | Esther Hart          | One more night                    | 45     |
| 14     | Oekraïne              | Engels                   | Oleksandr Ponomarjov | Hasta la vista                    | 30     |
| 15     | Kroatië               | Kroatisch en Engels      | Claudia Beni         | Više nisam tvoja                  | 29     |
| 16     | Bosnië en Herzegovina | Kroatisch en Engels      | Mija Martina         | Ne brini                          | 27     |
| 17     | Griekenland           | Engels                   | Mando                | Never let you go                  | 25     |
| 18     | Frankrijk             | Frans                    | Louisa Baïleche      | Monts et merveilles               | 19     |
| 19     | Israël                | Hebreeuws en Engels      | Lior Narkis          | Words for love                    | 17     |
| 20     | Cyprus                | Engels                   | Stelios Konstantas   | Feeling alive                     | 15     |
| 21     | Estland               | Engels                   | Ruffus               | Eighties coming back              | 14     |
| 22     | Portugal              | Portugees en Engels      | Rita Guerra          | Deixa-me sonhar (só mais uma vez) | 13     |
| 23     | Slovenië              | Engels                   | Karmen Stavec        | Nanana                            | 7      |
| 24     | Letland               | Engels                   | F.L.Y.               | Hello from Mars                   | 5      |
| 25     | Malta                 | Engels                   | Lynn Chircop         | To dream again                    | 4      |
| 26     | Verenigd Koninkrijk   | Engels                   | Jemini               | Cry baby                          | 0      |

## Stemprocedure
De meeste landen gebruiken televoting, waarbij de liedjes waar het meest op gestemd werd 12, 10, 8, 7, 6, 5, 4, 3, 2, 1 punten kregen. In geval van technisch problemen (zoals dit jaar in Ierland) en in landen waar televoting onmogelijk was gaf een jury van 16 mensen deze punten.

## Puntentelling
|                       | IS | AT | IE | TR | MT | BA | PT | HR | CY | DE | RU | ES | IL | NL | GB | UA | GR | NO | FR | PL | LV | BE | EE | RO | SE | SI |
| --------------------- | -- | -- | -- | -- | -- | -- | -- | -- | -- | -- | -- | -- | -- | -- | -- | -- | -- | -- | -- | -- | -- | -- | -- | -- | -- | -- |
| IJsland               |    | 0  | 7  | 8  | 12 | 0  | 0  | 6  | 5  | 1  | 0  | 0  | 0  | 6  | 0  | 4  | 0  | 12 | 1  | 1  | 3  | 3  | 1  | 0  | 7  | 4  |
| Oostenrijk            | 10 |    | 0  | 6  | 0  | 5  | 10 | 5  | 4  | 2  | 0  | 8  | 0  | 8  | 8  | 0  | 2  | 8  | 0  | 0  | 4  | 2  | 6  | 0  | 6  | 7  |
| Ierland               | 2  | 0  |    | 5  | 5  | 0  | 7  | 4  | 7  | 0  | 0  | 0  | 0  | 0  | 12 | 1  | 0  | 6  | 0  | 0  | 1  | 1  | 0  | 0  | 0  | 2  |
| Turkije               | 3  | 12 | 0  |    | 4  | 12 | 8  | 10 | 8  | 10 | 0  | 3  | 7  | 12 | 7  | 2  | 7  | 10 | 10 | 2  | 0  | 12 | 0  | 10 | 8  | 10 |
| Malta                 | 0  | 0  | 3  | 0  |    | 0  | 1  | 0  | 0  | 0  | 0  | 0  | 0  | 0  | 0  | 0  | 0  | 0  | 0  | 0  | 0  | 0  | 0  | 0  | 0  | 0  |
| Bosnië en Herzegovina | 0  | 7  | 0  | 12 | 0  |    | 0  | 8  | 0  | 0  | 0  | 0  | 0  | 0  | 0  | 0  | 0  | 0  | 0  | 0  | 0  | 0  | 0  | 0  | 0  | 0  |
| Portugal              | 0  | 0  | 2  | 0  | 0  | 0  |    | 0  | 0  | 0  | 0  | 2  | 0  | 0  | 0  | 3  | 0  | 0  | 6  | 0  | 0  | 0  | 0  | 0  | 0  | 0  |
| Kroatië               | 0  | 5  | 6  | 3  | 0  | 6  | 0  |    | 0  | 0  | 0  | 0  | 0  | 0  | 0  | 0  | 1  | 0  | 0  | 0  | 0  | 0  | 0  | 0  | 0  | 8  |
| Cyprus                | 0  | 0  | 0  | 0  | 2  | 0  | 0  | 0  |    | 0  | 0  | 0  | 1  | 0  | 0  | 0  | 12 | 0  | 0  | 0  | 0  | 0  | 0  | 0  | 0  | 0  |
| Duitsland             | 8  | 1  | 4  | 0  | 3  | 0  | 0  | 0  | 0  |    | 7  | 4  | 0  | 2  | 4  | 0  | 0  | 0  | 0  | 5  | 2  | 0  | 2  | 1  | 10 | 0  |
| Rusland               | 4  | 8  | 0  | 10 | 1  | 3  | 4  | 12 | 10 | 8  |    | 6  | 10 | 1  | 0  | 12 | 10 | 2  | 7  | 4  | 12 | 7  | 12 | 7  | 2  | 12 |
| Spanje                | 6  | 0  | 0  | 2  | 0  | 0  | 12 | 7  | 6  | 0  | 6  |    | 12 | 5  | 0  | 0  | 5  | 0  | 0  | 0  | 0  | 10 | 0  | 5  | 4  | 1  |
| Israël                | 0  | 0  | 0  | 0  | 0  | 0  | 0  | 0  | 0  | 0  | 5  | 1  |    | 0  | 0  | 0  | 3  | 0  | 8  | 0  | 0  | 0  | 0  | 0  | 0  | 0  |
| Nederland             | 0  | 0  | 5  | 0  | 7  | 2  | 0  | 0  | 0  | 0  | 10 | 0  | 2  |    | 1  | 0  | 0  | 5  | 0  | 0  | 0  | 8  | 0  | 0  | 5  | 0  |
| Groot-Brittannië      | 0  | 0  | 0  | 0  | 0  | 0  | 0  | 0  | 0  | 0  | 0  | 0  | 0  | 0  |    | 0  | 0  | 0  | 0  | 0  | 0  | 0  | 0  | 0  | 0  | 0  |
| Oekraïne              | 0  | 0  | 0  | 0  | 0  | 0  | 0  | 0  | 0  | 0  | 8  | 0  | 4  | 0  | 0  |    | 0  | 0  | 0  | 10 | 5  | 0  | 3  | 0  | 0  | 0  |
| Griekenland           | 0  | 0  | 1  | 4  | 0  | 0  | 0  | 0  | 12 | 5  | 1  | 0  | 0  | 0  | 0  | 0  |    | 0  | 0  | 0  | 0  | 0  | 0  | 2  | 0  | 0  |
| Noorwegen             | 12 | 2  | 12 | 0  | 6  | 0  | 5  | 0  | 0  | 7  | 4  | 0  | 3  | 7  | 6  | 7  | 0  |    | 3  | 6  | 7  | 6  | 10 | 3  | 12 | 5  |
| Frankrijk             | 0  | 0  | 0  | 0  | 0  | 8  | 2  | 0  | 0  | 0  | 0  | 0  | 0  | 0  | 0  | 0  | 0  | 0  |    | 3  | 0  | 0  | 0  | 6  | 0  | 0  |
| Polen                 | 0  | 10 | 0  | 0  | 10 | 0  | 0  | 0  | 0  | 12 | 0  | 5  | 0  | 4  | 2  | 8  | 6  | 4  | 5  |    | 8  | 5  | 4  | 4  | 3  | 0  |
| Letland               | 0  | 0  | 0  | 0  | 0  | 0  | 0  | 0  | 0  | 0  | 0  | 0  | 0  | 0  | 0  | 0  | 0  | 0  | 0  | 0  |    | 0  | 5  | 0  | 0  | 0  |
| België                | 7  | 4  | 10 | 7  | 0  | 10 | 6  | 0  | 3  | 6  | 3  | 12 | 8  | 10 | 5  | 10 | 8  | 3  | 12 | 12 | 10 |    | 8  | 8  | 0  | 3  |
| Estland               | 1  | 0  | 8  | 0  | 0  | 0  | 0  | 0  | 0  | 0  | 2  | 0  | 0  | 0  | 3  | 0  | 0  | 0  | 0  | 0  | 0  | 0  |    | 0  | 0  | 0  |
| Roemenië              | 0  | 6  | 0  | 1  | 0  | 7  | 0  | 1  | 2  | 4  | 12 | 10 | 6  | 0  | 0  | 6  | 4  | 1  | 4  | 8  | 0  | 0  | 0  |    | 1  | 0  |
| Zweden                | 5  | 3  | 0  | 0  | 8  | 1  | 3  | 2  | 1  | 3  | 0  | 7  | 5  | 3  | 10 | 5  | 0  | 7  | 2  | 7  | 6  | 4  | 7  | 12 |    | 6  |
| Slovenië              | 0  | 0  | 0  | 0  | 0  | 4  | 0  | 3  | 0  | 0  | 0  | 0  | 0  | 0  | 0  | 0  | 0  | 0  | 0  | 0  | 0  | 0  | 0  | 0  | 0  |    |

De tabel is geordend naar behaalde puntentotaal.

## Debuterende landen

Deelnemende landen
Landen die in het verleden deelgenomen hebben

- Oekraïne

## Terugkerende landen
- Ierland
- IJsland
- Nederland
- Noorwegen
- Polen
- Portugal

## Verplicht terugtrekkende landen
- Denemarken: Denemarken eindigde in 2002 op de 24e plek met 7 punten, hierop volgde verplichte terugtrekking in 2003.
- Finland: Finland eindigde in 2002 op de 20e plek met 24 punten, hierop volgde verplichte terugtrekking in 2003.
- Litouwen: Litouwen eindigde in 2002 op de 23e plek met 12 punten, hierop volgde verplichte terugtrekking in 2003.
- Macedonië: Macedonië eindigde in 2002 op de 19e plek met 25 punten, hierop volgde verplichte terugtrekking in 2003.
- Zwitserland: Zwitserland eindigde in 2002 op de 22e plek met 15 punten, hierop volgde verplichte terugtrekking in 2003.

Ook al eindigde Duitsland op de 21e plek in 2002, het land mocht ook in 2003 meedoen aangezien het een van de grote geldschieters is op het songfestival. Daarmee nam het de plek van Macedonië in, die zich hierdoor met een 19e plek alsnog verplicht moest terugtrekken.

## Geweigerde landen
- Albanië
- Servië en Montenegro
- Wit-Rusland